# Ртутная порометрия
Ртутная порометрия (ртутная порозиметрия, англ. Mercury Intrusion Porosimetry)  — это широко распространенный метод измерения объема пор (общего и удельного) и распределения их по размерам в диапазоне мезо- и макропор.

## Описание
В основе данного метода лежит тот факт, что для вдавливания не смачивающей жидкости должно быть приложено избыточное давление, величина которого связана с размером  поры уравнением Уошбурна:
R = -2 γ * cos (θ) / P
где γ – поверхностное натяжение ртути
R – радиус пор
θ – краевой угол смачивания ртути
Р – давление при проникновении
Допущения:
- γ и θ постоянны в ходе проникновения
- давление при проникновении должно быть равновесным
- поры доступны для ртути и имеют цилиндрическую форму
- образец считается стойким к воздействию давления

В качестве не смачивающей жидкости была выбрана ртуть, краевой угол смачивания которой выше 90°, однако известны случаи применения галлия, индия, галинстана (сплав галлия, индия и олова), сплава Вуда (висмут, свинец, олово и кадмий), металла Филда (висмут, индий, олово).

## Процедура измерения
Измерения пористости методом ртутной порометрии состоят в помещении образца в ртуть и последовательном повышении давления над ней с одновременным измерением объема вдавленной ртути.
Эти операции осуществляются в специальных приборах – дилатометрах.
В условиях эксперимента прилагаемое давление может варьироваться от 10 кПа до 400 МПа, что соответствует радиусу цилиндрической поры от 75 мкм до 1,8 нм. Однако при высоком давлении наблюдается эффект сжатия ртути, что должно быть учтено в измерении без образца (холостом измерении).
Результатом измерения объема вдавленной ртути при постепенном повышении давления является кривая интрузии.
В зависимости от формы пор вид кривой интрузии может меняться.

## Учет деформации образцов
Ртутная порометрия относится к разрушающим методам анализа. В процессе измерения давление достигает величин порядка 3-4 тыс. атмосфер, что может приводить к деформации образцов и, в некоторых случаях, к их разрушению.
Деформация образцов может быть упругой или остаточной.
Влияние той или иной на изотерму интрузии различно. Остаточную деформацию образцов и их разрушение можно контролировать, делая повторные опыты с одним и тем же образцом после отгонки из него ртути.
В случае упругой деформации сжатие скелета образца должно уменьшать объем и размер его пор, т.е. искажать результаты измерений. Поэтому в эти результаты необходимо вносить соответствующие поправки.
При остаточной деформации первоначальная структура пор нарушается и, следовательно, кривая интрузии не отражает действительную текстуру образца.